# Conjugaison de phase
La conjugaison de phase est une transformation physique d'un champ d'onde pour laquelle l'onde résultante a une direction de propagation inverse mais conserve ses amplitude et phase.

## Description
La conjugaison de phase se distingue du retournement temporel par le fait qu'elle utilise un pompage holographique ou paramétrique alors que le retournement temporel enregistre et ré-émet le signal en utilisant des transducteurs.
- Le pompage holographique fait interagir l'onde incidente avec une onde de pompage de même fréquence et enregistre sa distribution d'amplitude et de phase. Ensuite, une seconde onde de pompage lit le signal enregistré et produit l'onde conjuguée. Toutes ces ondes sont de même fréquence.
- Dans le cas du pompage paramétrique, les paramètres du milieu sont modulés par l'onde de pompage, dont la fréquence est double de celle de l'onde incidente. L'interaction de cette perturbation avec l'onde incidente produit l'onde conjuguée.

Les deux techniques permettent une amplification de l'onde conjuguée par rapport à l'onde incidente.
Comme pour le retournement temporel, l'onde ré-émise par un miroir à conjugaison de phase compensera automatiquement la distorsion de phase et se focalisera automatiquement sur sa source initiale, qui peut même être un objet en mouvement.
La conjugaison de phase existe dans deux domaines :
- Conjugaison de phase acoustique
- Conjugaison de phase optique